# Bolesław Jarkowski
Zenon Bolesław Jarkowski (ur. 8 lipca 1913 w Radomiu, zm. 21 września 1997 w Jacksonville) – pułkownik dyplomowany, nawigator, pilot, dowódca dywizjonu 300, kawaler Virtuti Militari, dwukrotnie odznaczony brytyjskim Distinguished Flying Cross. Profesor na Tuskegee University.

## Życiorys
W 1932 r. zdał maturę w Gimnazjum im. Tadeusza Chałubińskiego w Radomiu i zgłosił się do odbycia służby wojskowej. Został skierowany do Szkoły Podchorążych Piechoty w Ostrowi Mazowieckiej, którą ukończył w 1935 r. Z 57. lokatą i starszeństwem 1 sierpnia 1935 r. został mianowany na stopień podporucznika w korpusie oficerów piechoty.
Został przydzielony do 85. pułku strzelców Wileńskich. Starał się o zmianę rodzaju broni, w Wilnie odbył kurs pilotażu i został członkiem Aeroklubu Wileńskiego. W sierpniu 1937 r. odbył kurs obserwatorów w Centrum Wyszkolenia Oficerów Lotnictwa w Dęblinie i po jego ukończeniu, w czerwcu 1938 r., został przydzielony do 51 eskadry liniowej. Na stopień porucznika w korpusie oficerów piechoty służby stałej został mianowany ze starszeństwem 19 marca 1939 r. W składzie tej jednostki dobył wojnę obronna Polski, która działała 
w ramach lotnictwa Samodzielnej Grupy Operacyjnej „Narew”. 1 Września, w załodze z kpr. pil.
Włodzimierzem Majewski i kpr. strz. Bolesławem Salomonem, miał przeprowadzić rozpoznanie na trasie Myszyniec-Ortelsburg-Allenstein. Podczas startu ich PZL.23B Karaś zwalił się na ziemię z wysokości kilku metrów ale załoga wyszła z tej kraksy bez obrażeń. Dwie godziny później Jarkowski dokonał rozpoznania po zaplanowane trasie w załodze z kpr. pil. Władysławem Illaszewiczem. W rejonie Chorzele-Przasnysz wykryli niemiecką kolumnę, w rejonie Allenstein zaatakowali bombami skupisko taborów. 4 września wykonał rozpoznanie na trasie Chorzele-Ortelsburg-Lötzen-Arys. Wyniki rozpoznania i wykonane zdjęcia dostarczył osobiście do sztabu SGO „Narew”, ale dowództwo nie zdecydowało się na zaatakowanie wykrytych celów. 6 września dowodził wyprawą bombową eskadry, która zaatakowała niemiecką kolumnę pancerną na szosie Janowo-Krzynowłoga oraz pod Różanem. Po ataku ZSRR na Polskę 18 września wydał swej załodze rozkaz przelotu do Czerniowiec na terenie Rumunii. 
Udało mu się uniknąć internowania i przedostał się do Francji a następnie do Wielkiej Brytanii. Zgłosił się do służby w Polskich Siłach Powietrznych, otrzymał numer służbowy RAF 76745. Został skierowany na szkolenie do szkoły nawigatorów w Prestwick a następnie odbył szkolenia z zakresu bombardowania i strzelania powietrznego. 
W grudniu 1940 r. otrzymał przydział do dywizjonu 305. W nocy z 24 na 25 kwietnia 1941 r., w załodze sierż. pil. Jana Trembaczowskiego, wziął udział w pierwszym locie bojowym dywizjonu, podczas którego atakowano zbiorniki paliwa na południe od Vlaardingen. 26 stycznia 1942 r., w załodze sierż. pil. Ludwika Molaty, wziął udział w bombardowaniu Hanoweru. Podczas ataku artyleria przeciwlotnicza uszkodziła prawy silnik maszyny. Pilot wrócił na lotnisko po trzygodzinnym locie na jednym silniku. Po wylądowaniu maszyna zapaliła się od flary oświetleniowej ale załodze udało się opanować pożar. Dowództwo uznało, że zachowanie pilota Molaty i nawigatora Jakowskiego ocaliło maszynę i załogę.
Po zakończeniu tury lotów bojowych został przeniesiony na stanowisko oficera nawigacyjnego na Stacji RAF w Lindkoln. W październiku 1942 r. został powołany na stanowisko szefa wyszkolenia nawigacyjnego w 18. Operational Training Unit. W okresie styczeń-maj 1943 r. odbył tam szkolenie w zakresie pilotażu maszyn wielosilnikowych, później odbył kurs instruktorów pilotażu. Po jego ukończeniu został skierowany w czerwcu do 25 OTU na stanowisko szefa wyszkolenia pilotów. W maju 1944 r. został skierowany na studia w Wyższej Szkole Lotniczej, które ukończył w listopadzie z pierwszą lokatą. 
Po ukończeniu WSL otrzymał przydział do dywizjonu 300, gdzie został dowódcą eskadry. 2 lutego 1945 r. objął dowództwo nad tą jednostką. 12 lutego, po ogłoszeniu postanowień konferencji jałtańskiej, Jarkowski wziął udział w rozmowach z załogami, które odmówiły udziału w lotach bojowych. Dzięki jego staraniom wykonania nalotu na Drezno odmówiła jedynie jedna załoga dywizjonu. Kolejne problemy z odmową wykonania ataku miały miejsce 2 marca, kiedy to planowano nalot na Chemnitz. Jarkowski ponownie uspokoił emocje w dywizjonie i nad cel poleciały wszystkie załogi.
25 kwietnia poprowadził załogi dywizjonu do ostatniego lotu bojowego. Czternaście Lancasterów wzięło udział w nalocie na Berchtesgaden – alpejską posiadłość Adolfa Hitlera. Po zakończeniu II wojny światowej funkcję dowódcy dywizjonu 300 sprawował do września. Od października 1945 do lutego 1946 r. był oficerem łącznikowym w 1 Grupie Bombowej. 22 lutego powrócił na stanowisko dowódcy dywizjonu 300 i sprawował je do momentu rozwiązania tej jednostki 2 stycznia 1947 r.
Po demobilizacji wyjechał do Kanady, gdzie ukończył politechnikę. Udało mu się znaleźć zatrudnienie w kanadyjskim przemyśle lotniczym. W 1967 r. na Politechnice Warszawskiej obronił pracę doktorską, na Tuskegee University w Tuskegee był profesorem do 1979 r.
Zmarł 21 września 1997 r. w Jacksonville, został pochowany na  Cmentarzu Wojskowym na Powązkach.

## Ordery i odznaczenia
Za swą służbę otrzymał odznaczenia:
- Krzyż Srebrny Virtuti Militari nr 9120,
- Krzyż Walecznych – czterokrotnie,
- Medal Lotniczy – czterokrotnie,
- Distinguished Flying Cross – dwukrotnie,
- Vliegerkruis.